# Normand Roy
Pour les articles homonymes, voir Roy.
Normand Roy est un homme d'affaires québécois. Il a fait partie du réseau de Pierre-Paul Geoffroy du Front de libération du Québec.
Après l'arrestation de Geoffroy, il part à New York avec Michel Lambert et de là se rend à Paris, en Algérie et en Jordanie, où il fréquente un camp d'entraînement de résistants palestiniens. Il retourne ensuite à Alger, où il participe à la mise sur pied de la délégation extérieure du Front de libération du Québec avec Raymond Villeneuve et Michel Lambert. Le 18 juin 1974, il est arrêté par la police. Il était sous surveillance policière depuis son retour au Québec à l'automne 1972, après 3 ans d'exil. La police le soupçonnait d’être lié à une tentative de relance du FLQ à l'automne 1972 après la parution d'une deuxième édition du « journal interne » du groupe: Organisons-nous. Il sera condamné à une peine de 30 mois de prison en juin 1975 pour trois attentats à la bombe du réseau Geoffroy.  Par la suite, il obtient un pardon.
Selon l'auteur ontarien Michael McLoughlin, Normand Roy et Denyse Leduc seraient impliqués dans l'assassinat du québécois Mario Bachand survenu le 29 mars 1971 à Saint-Ouen, en banlieue parisienne.